# Philip Quarles van Ufford

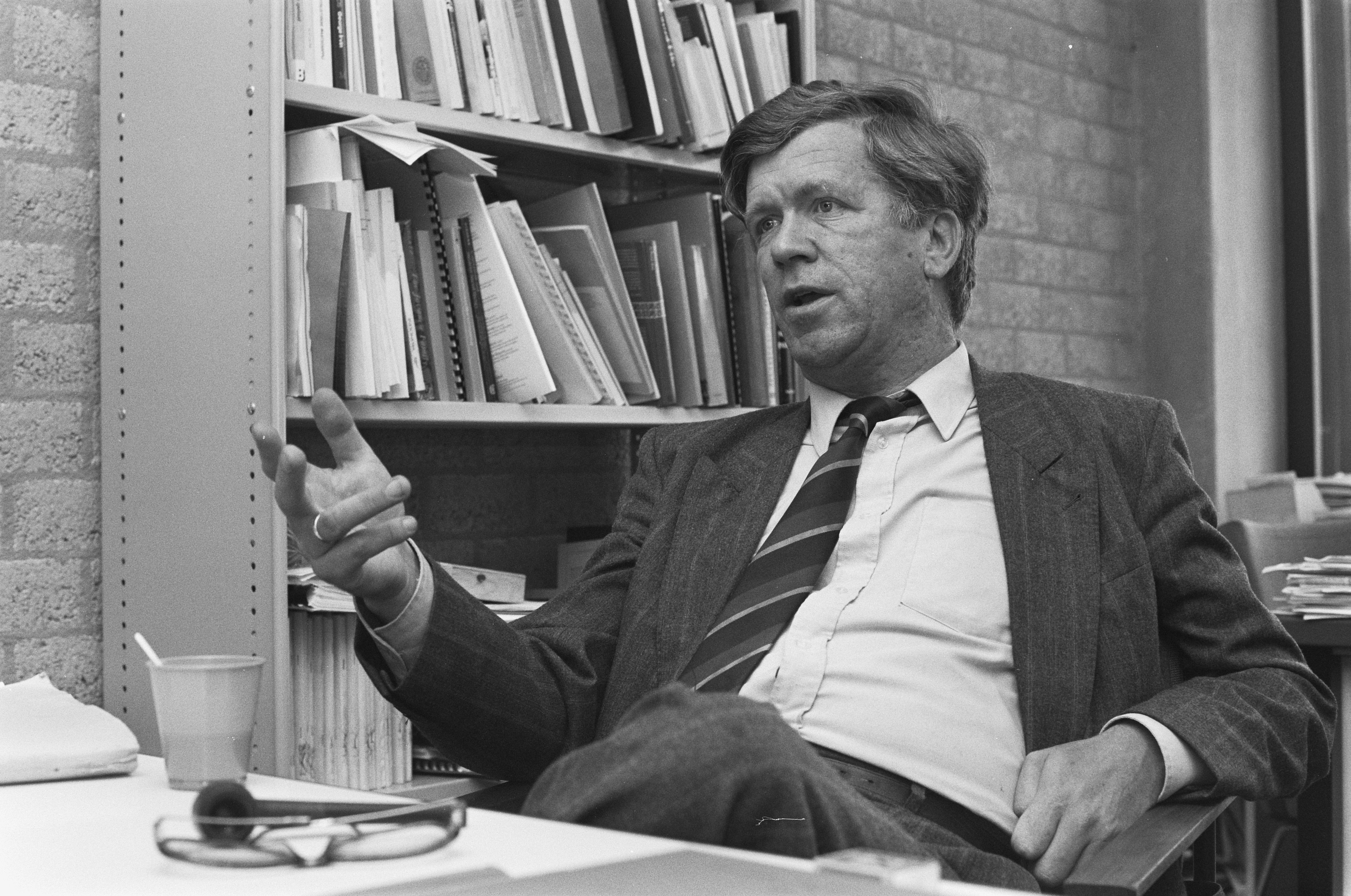
Ph. Quarles van Ufford (1988)

Philip H. Quarles van Ufford (* 11. Oktober 1939) ist ein niederländischer Entwicklungssoziologe. Quarles van Ufford ist Professor an der Freien Universität Amsterdam. Seine bekannteste Schrift ist die 2003 erschienene Moral critique of development. Unter anderem befasst er sich mit den Beziehungen zwischen Macht und Religion in Südostasien und mit Aspekten der Globalisierung.

## Schriften
- The Organisation of Development as an Illness: About the Metastasis of Good Intentions. In: Identity and Affect. Experience of Identity in a Globalising World. London 1999. S. 275–293.